# Wooramel
De Wooramel is een efemere rivier in de regio Gascoyne in West-Australië.

## Geografie
De Wooramel ontstaat nabij McLeod Pyramid en stroomt 363 kilometer in westelijke richting. De rivier mondt via Shark Bay in de Indische Oceaan uit. Het stroomgebied van de rivier is 40% ontbost. De Wooramel stroomt door verscheidene semi-permanente waterpoelen:
- Irrida Pool (349 m)
- Innouendy Pool (321 m)
- Bindarrie Pool (303 m)
- Mundilya Pool (111 m)

De rivier wordt door onder meer volgende waterlopen gevoed:
- Wooramel River North (288 m)
- Bilung Creek (265 m)
- Warra Warringa Creek (244 m)
- Madeline Creek (236 m)
- One Gum Creek (218 m)
- Nyarra Creek (200 m)

De Wooramel is de enige rivier die rechtstreeks in de Shark Bay uitmondt. De monding van de rivier is een estuarium. De monding opent zich slechts 2-6 weken per jaar na hevige regens ten gevolge van tropische storingen.

## Wooramel zeegrassenbank
In het estuarium, de deltamonding van de Wooramel, ligt een 129 kilometer lange zeegrassenbank met een breedte van 8 kilometer. Het is de grootste structuur van zijn soort in de wereld. De zeegrassenbank is voor de kwetsbare doejong vermoedelijk van levensbelang.